# Alles smurft vanzelf
Alles smurft vanzelf is het 22ste stripalbum uit de reeks De Smurfen. Het album werd voor het eerst uitgegeven in 2002 door Le Lombard. Sinds 2008 wordt het album met een licht gewijzigde cover en herziene belettering uitgegeven bij Standaard Uitgeverij.

## Het verhaal
De Knutselsmurf ontwikkelt robots voor de meest uiteenlopende doeleinden. Boerensmurf ontvlucht het lawaai en Grote Smurf is niet erg blij dat de Smurfen hierdoor lui worden, maar laat het even bezinken. Hij ruimt wat oude producten op. Een afvaletende robot aanziet de producten voor afval en eet ze op. De chemische producten doen hem echter een eigen wil krijgen. Hij wordt Koning Vuilvat en slaagt erin om alle robots om te vormen tot zijn eigen slaven. Met die robots onderwerpt hij de Smurfen: zij werken voortaan voor de robots. Grote Smurf wordt in een gevangenis in het bos opgesloten.
Boerensmurf, die zich even had teruggetrokken om weg te zijn van de herrie, krijgt plots heimwee, maar moet vaststellen dat zijn dorp fors veranderd is. Hij verkleedt zich als robot en kan zo Knutselsmurf het dorp uitloodsen. Ze willen Grote Smurf bevrijden, maar hebben de sleutel niet. Gefrustreerd stampt Boerensmurf tegen de deur. Die begeeft het. Termieten blijken de houten deur aangevreten te hebben. Ze krijgen het idee om ook termieten rond te spreiden in het dorp zodat de houten robots kapotgevreten worden. Het plannetje slaagt: alle robots zijn uitgeschakeld. Maar de termieten, die vreten meer aan dan wat nodig was: al het hout van het dorp gaat eraan kapot.